# Pterokrohnia
Pterokrohnia is een geslacht in de taxonomische indeling van de pijlwormen. Het dier behoort tot de familie Pterokrohniidae. Pterokrohnia werd in 1986 beschreven door Srinivasan.